# اچ‌ام‌اس ام۲۹
اچ‌ام‌اس ام۲۹ (به انگلیسی: HMS M29) یک کشتی بود که طول آن ۱۷۷ فوت ۳ اینچ (۵۴٫۰۳ متر) بود. این کشتی در سال ۱۹۱۵ ساخته شد.